# 123 Batalion WOP
123 batalion Wojsk Ochrony Pogranicza/batalion odwodowy Pomorskiej Brygady Wojsk Ochrony Pogranicza/batalion graniczny Pomorskiej Brygady Wojsk Ochrony Pogranicza – zlikwidowany samodzielny pododdział Wojsk Ochrony Pogranicza pełniący służbę na granicy z Niemiecką Republiką Demokratyczną.

## Formowanie i zmiany organizacyjne
Na podstawie rozkazu MBP nr 043/org z 3 czerwca 1950, na bazie 8 Brygady Ochrony Pogranicza, sformowano 12 Brygadę Wojsk Ochrony Pogranicza, a  1 stycznia 1951 42 batalion Ochrony Pogranicza przemianowano na 123 batalion Wojsk Ochrony Pogranicza.
Według Prochwicza:
W 1964 rozformowano 123 batalion WOP, a podległe strażnice zostały włączone bezpośrednio pod sztab 12 Pomorskiej Brygady WOP w Szczecinie.
Według Jackiewicza:
W 1976, w związku z przejściem na dwuszczeblowy system dowodzenia, rozwiązano batalion. W jego miejsce zorganizowano sekcję zwiadu i kompanię odwodową. Strażnice podporządkowano bezpośrednio brygadzie.

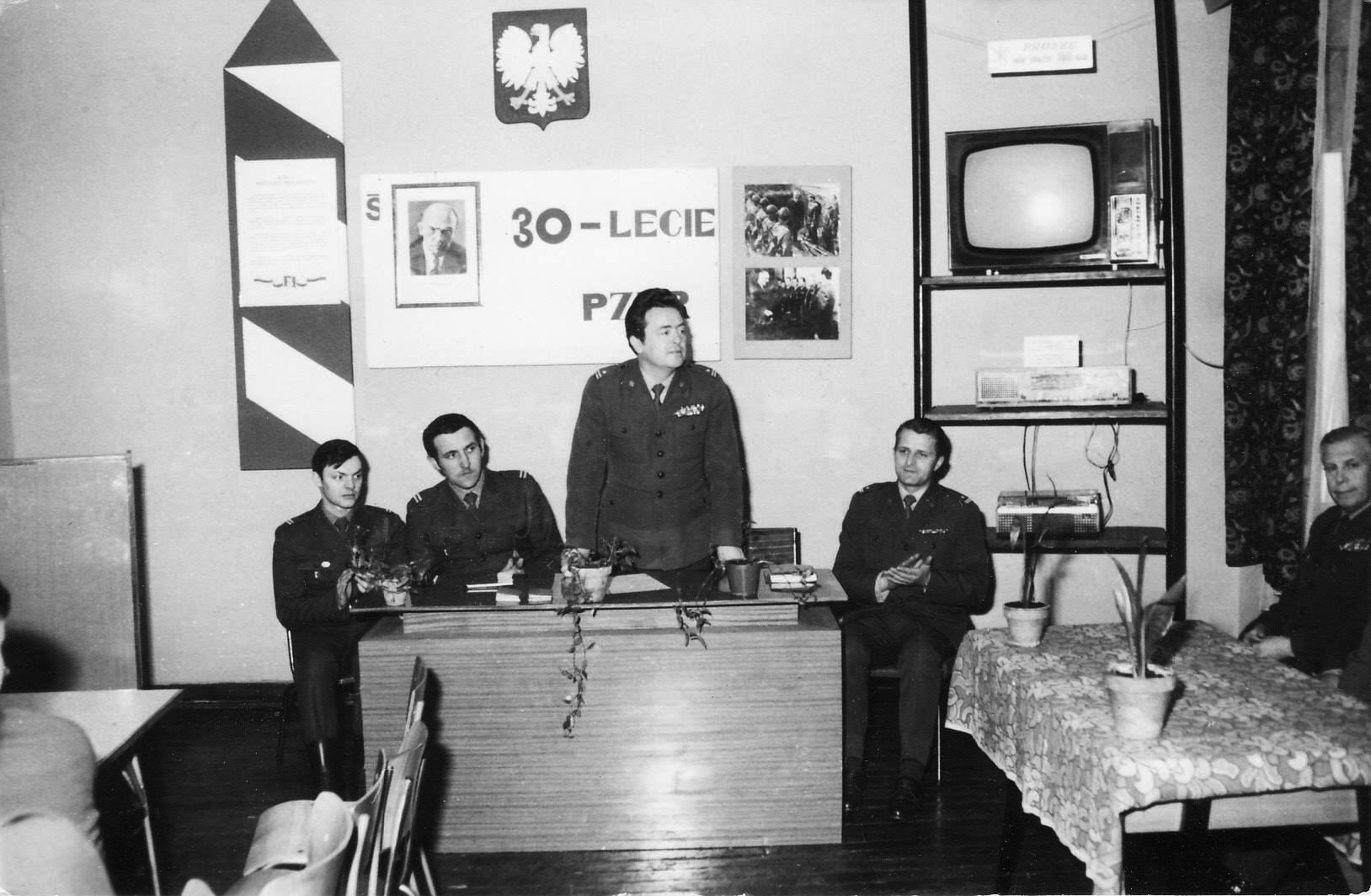
Świetlica 1 kompanii batalionu odwodowego PB WOP. Przemawia d-ca batalionu odwodowego mjr Wandowicz, obok siedzi mjr Wiśniewski (lipiec 1978)

W wyniku reorganizacji Wojsk Ochrony Pogranicza, w październiku 1984 sformowano ponownie batalion graniczny Pomorskiej Brygady WOP w Szczecinie według etatu nr 44/0103 o stanie osobowym na okres „W” 282 żołnierzy oraz na okres „P” 223 żołnierzy, który funkcjonował do 31 października 1989, a 1 listopada 1989 został rozformowany. Podległe strażnice weszły w podporządkowanie bezpośrednio pod sztab dowódcy Pomorskiej Brygady WOP.

## Struktura organizacyjna
- dowództwo
- strażnica nr 59 – Kamieniec
- strażnica nr 60 – Barnisław
- strażnica nr 61 – Dołuje
- strażnica nr 62 – Dobra
- strażnica nr 63 – Rzędziny

31 grudnia 1959 batalionowi WOP Szczecin podlegały:
- 11 strażnica WOP II kategorii Stolec
- 12 strażnica WOP I kategorii Dobra
- 13 strażnica WOP III kategorii Szczecin (Wołczkowo)
- 14 strażnica WOP III kategorii Mierzyn
- 15 strażnica WOP II kategorii Dołuje
- 16 strażnica WOP III kategorii Bobolin
- 17 strażnica WOP I kategorii Broniszewo
- 18 strażnica WOP IV kategorii Kołbaskowo
- 19 strażnica WOP III kategorii Rosówek
- 20 strażnica WOP II kategorii Kamieniec

Struktura batalionu i numeracja strażnic na dzień 1 stycznia 1964
- 4 strażnica WOP lądowa III kategorii Karszno
- 5 strażnica WOP lądowa III kategorii Myślibórz Wielki
- 6 strażnica WOP lądowa I kategorii Dobieszczyn
- 7 strażnica WOP lądowa II kategorii Stolec
- 8 strażnica WOP lądowa II kategorii Dobra
- 9 strażnica WOP lądowa I kategorii Kościno im. kpt. Wasyla Wojczenki ps. „Sasza”
- 10 strażnica WOP lądowa I kategorii Broniszewo
- 11 strażnica WOP lądowa III kategorii Kołbaskowo
- 12 strażnica WOP lądowa III kategorii Kamieniec.

## Żołnierze batalionu
Dowódcy batalionu:
- Bolesław Bonczar (20.11.1950–31.03.1951)
- kpt. Zdzisław Bujkiewicz (do 1952)
- kpt./mjr/ppłk Mieczysław Koladyński (1952–1964)[6].

Dowództwo batalionu w 1955:
- dowódca batalionu – mjr Mieczysław Koladyński
- zastępca dowódcy batalionu do spraw politycznych – por. Andrzej Musielak
- zastępca dowódcy batalionu do spraw specjalnych – kpt. Jan Kapusta
- szef sztabu batalionu – por. Tadeusz Kubiak
- kwatermistrz – kpt. Adam Ferber.